# Sardoplatycleis
Sardoplatycleis is een geslacht van rechtvleugeligen uit de familie sabelsprinkhanen (Tettigoniidae). De wetenschappelijke naam van dit geslacht is voor het eerst geldig gepubliceerd in 2011 door Massa & Fontana.

## Soorten
Het geslacht Sardoplatycleis  is monotypisch en omvat slechts de volgende soort:
- Sardoplatycleis galvagnii (Fontana, Buzzetti, Kleukers & Odé, 2011)